# Torzym
Torzym (tuż po wojnie Toruń Lubuski, niem. Sternberg) – miasto w województwie lubuskim, w powiecie sulęcińskim, położone nad rzeką Ilanką i jeziorem Ilno. Siedziba gminy miejsko-wiejskiej Torzym. W latach 1975–1998 miasto administracyjnie należało do woj. zielonogórskiego.
Pod względem historycznym Torzym leży we wschodniej, prawobrzeżnej części dawnej ziemi lubuskiej, określanej jako ziemia torzymska.
Ośrodek usługowy dla rolnictwa i leśnictwa oraz wypoczynkowy; sanatorium. Według danych GUS z 31 grudnia 2019 r. Torzym liczył 2541 mieszkańców.

## Historia
Około połowy XIII wieku tereny te stały się własnością Konrada Sternberga, arcybiskupa magdeburskiego, który w latach 1266–1276 założył tu zamek. Pierwsza pisemna wzmianka o grodzie Sternberg pochodzi jednak dopiero z 1300 roku. Od 1313 roku jej nazwa odnosiła się także do całego obszaru Brandenburgii na wschód od Odry. Władztwo polskie sięgnęło tu ponownie w trakcie wojny o przynależność ziemi lubuskiej po 1319, w 1321 sięgnęły tu granice księstwa głogowskiego. Od 1373 do 1415 miasto znajdowało się pod panowaniem Korony Czeskiej. Około 1375 roku osada nad brzegiem jeziora Ilno uzyskała prawa miejskie.
Od XV wieku brak informacji o zamku Sternberg. Prawdopodobnie znajdował się on nad Ilanką, około 3 km na północny zachód od miasta. W 1506 roku do Torzymia dotarła wyprawa zbrojna zorganizowana przez księcia głogowskiego i przyszłego króla Polski Zygmunta I Starego i elektora brandenburskiego Joachima, skierowana przeciw rycerzom–rozbójnikom. Zniszczono wówczas doszczętnie zamek, który nigdy potem nie został już odbudowany. W dalszym ciągu rozwijało się jednak miasto, dzieląc wraz z okolicą wzloty i upadki w trakcie kolejnych dziesięcioleci. Związane są one z okresami dobrej koniunktury gospodarczej z jednej strony, z drugiej zaś z licznymi wojnami, najazdami oraz pożarami drewnianej głównie zabudowy.

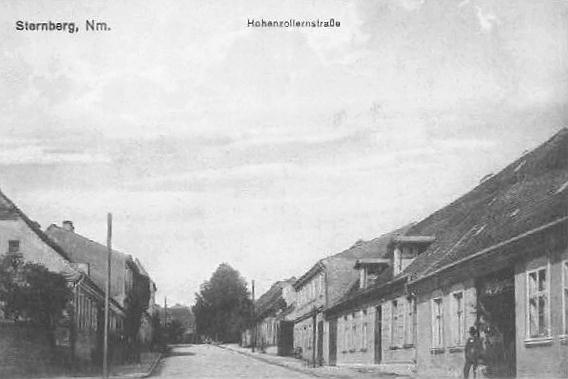
Torzym ok. 1900 r.

W miejscowości znajdowało się wiele majątków rycerskich, do których należało pięć folwarków i trzy młyny nad Ilanką. Ze względu na niską żyzność okolicznych gleb, większą rolę odgrywała hodowla bydła. W szczególności chodziło o handel bydłem, który rozsławił miasto. Rocznie w Sternbergu odbywały się trzy targi bydła. Korzystne położenie przy drodze łączącej Frankfurt z Poznaniem pozwoliło na powstanie tu browaru i gorzelni.
Około 1800 roku Sternberg nie posiadał murów miejskich, był tylko ogrodzony. W 1834 roku powstał kościół według projektu Schinkla (obecny kościół parafialny). W 1869 roku miasto uzyskało połączenie kolejowe (linia z Frankfurtu do Poznania). W latach 1818–1873 miasto Sternberg należało do powiatu o tej samej nazwie, jednak nigdy nie było jego siedzibą. Od momentu podziału powiatu do 1945 roku miejscowość przynależała do powiatu Oststernberg.

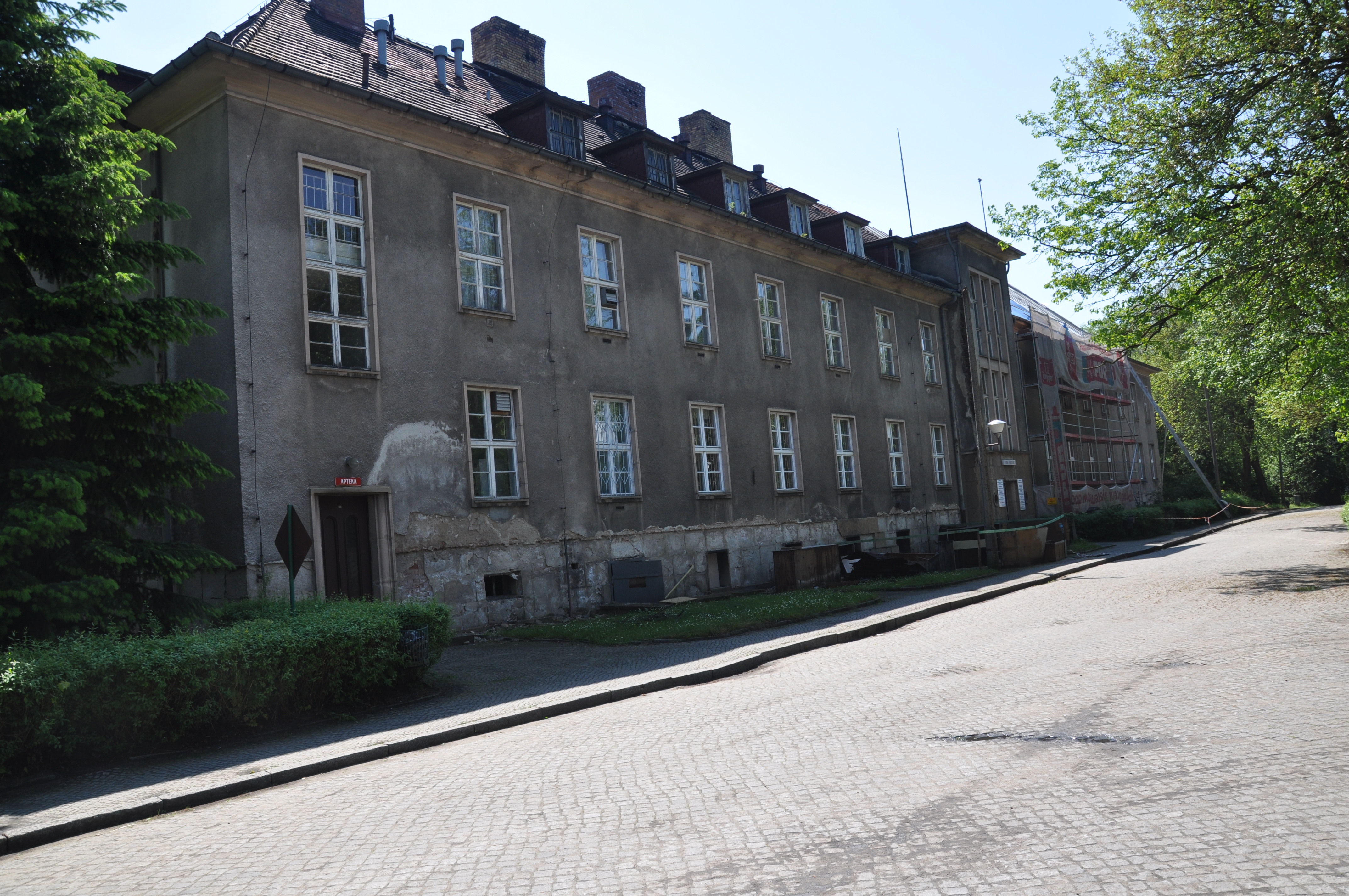
Dawne koszary w Torzymiu

Po I wojnie światowej Sternberg stał się miejscowością sanatoryjną. 
W czasie II wojny światowej, od grudnia 1940 do lata 1942, znajdował się tu niemiecki nazistowski obóz pracy przymusowej dla żydowskich mężczyzn. W 1945 przez miasto przeszedł marsz śmierci więźniów z zamkniętego obozu w Żabikowie w kierunku Sachsenhausen.
Zniszczenia II wojny światowej (nawet do ok. 85%) spowodowały, że miejscowość wraz z przyłączeniem do Polski w 1945 r. utraciła prawa miejskie. Wysiedlono także jej dotychczasowych, niemieckojęzycznych mieszkańców. Zamiast dotychczasowej nazwy Sternberg administracja polska używała początkowo określenia Toruń Lubuski, jednak ostatecznie jako oficjalną przyjęto formę Torzym. W latach 1951–1953 w Torzymiu stacjonował sztab 19 Dywizji Zmechanizowanej Wojska Polskiego.
Osada została ponownie podniesiona do rangi miasta w 1994 r.

## Demografia

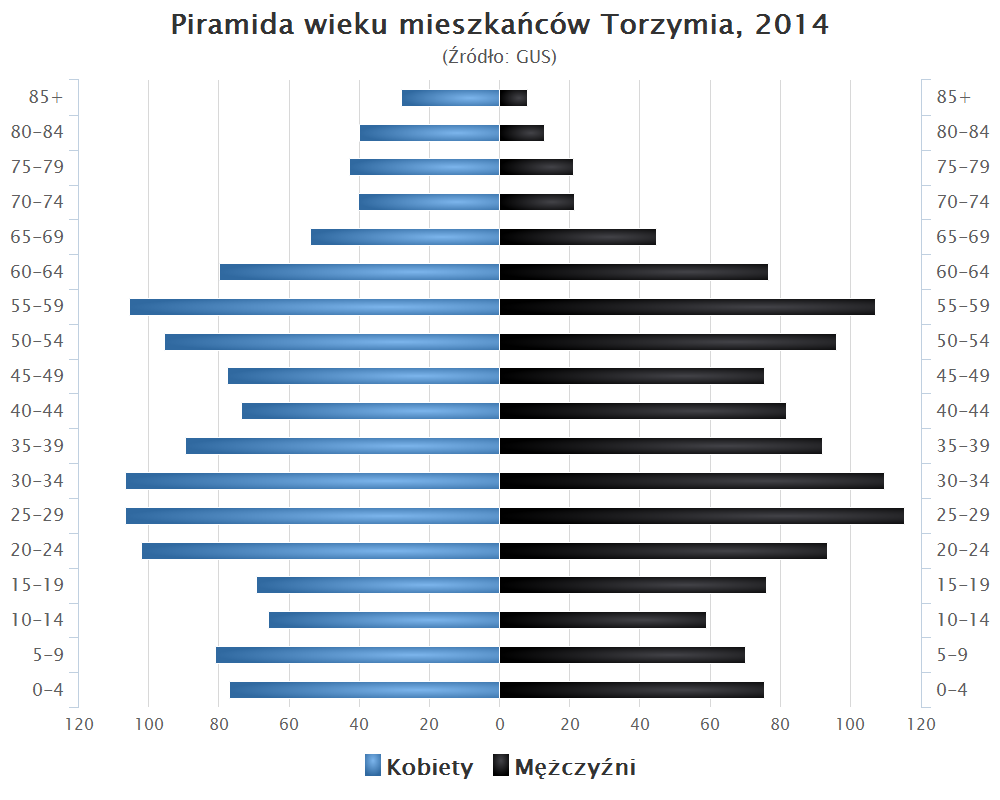
Piramida wieku mieszkańców Torzymia w 2014 roku

Źródło:

## Zabytki

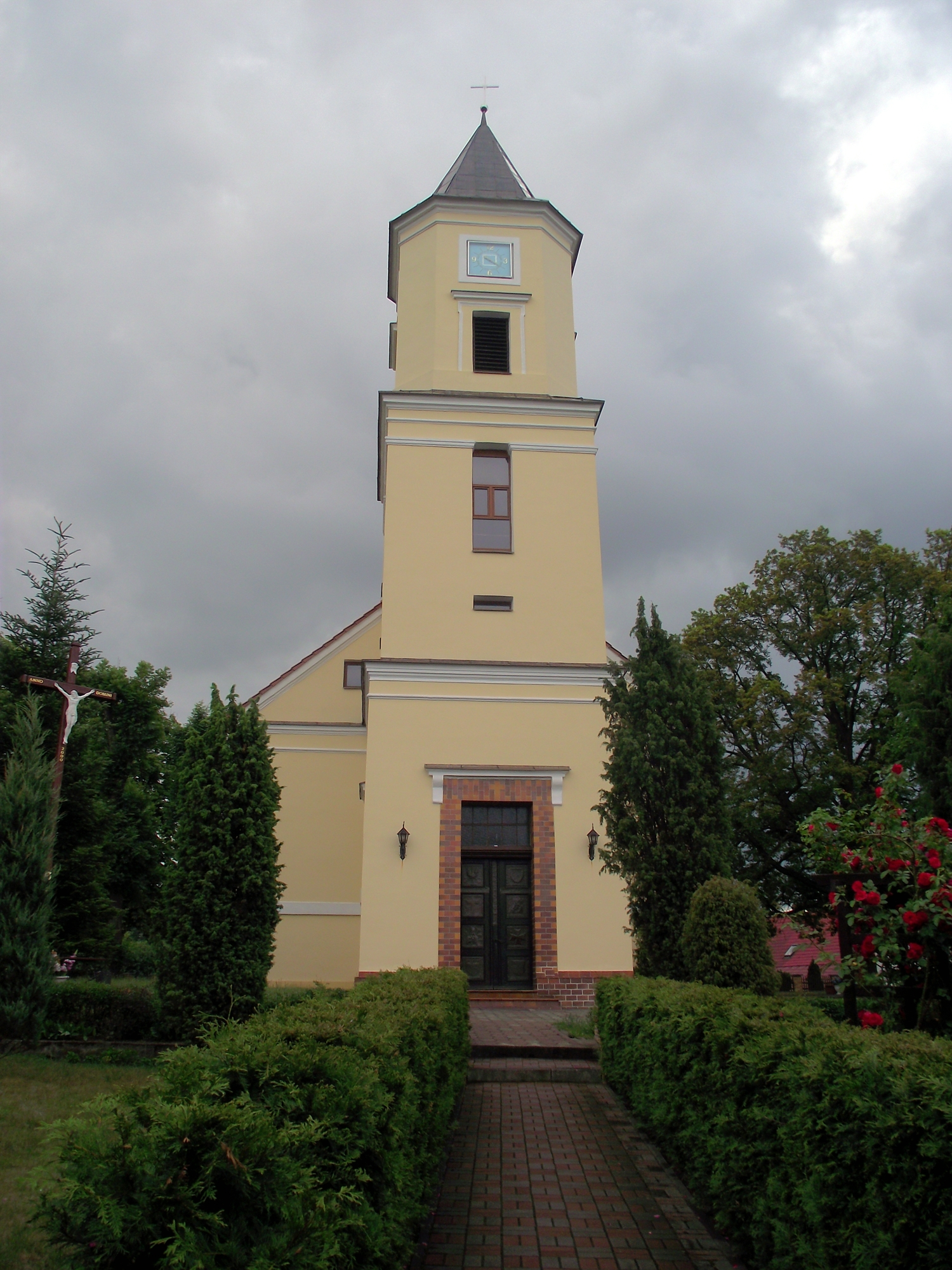
Kościół Podwyższenia Krzyża Świętego

Do wojewódzkiego rejestru zabytków wpisane są:
- kościół ewangelicki, obecnie rzymskokatolicki kościół parafialny pw. Podwyższenia Krzyża Świętego, z początku XIX wieku, 1831 roku
- dom, pl. Kościuszki 4, z początku XIX wieku

inne zabytki:
- cmentarz żydowski
- kamieniczki z końca XIX i początku XX wieku

## Wspólnoty wyznaniowe
- Kościół Rzymskokatolicki
  - Parafia Podwyższenia Krzyża Świętego
- Polski Autokefaliczny Kościół Prawosławny
  - Parafia św. Michała Archanioła – Cerkiew prawosławna św. Michała Archanioła

## Sport i rekreacja
Swoją siedzibę ma tu Miejski Klub Sportowy „Toroma” Torzym, założony w roku 1962, grający obecnie w gorzowskiej klasie okręgowej. Charakterystyczne barwy zespołu: żółto-zielono-niebieskie. Klub domowe mecze rozgrywa na Stadionie Miejskim o pojemności 600 widzów.
W mieście znajdują się zespoły zieleni miejskiej.

## Transport

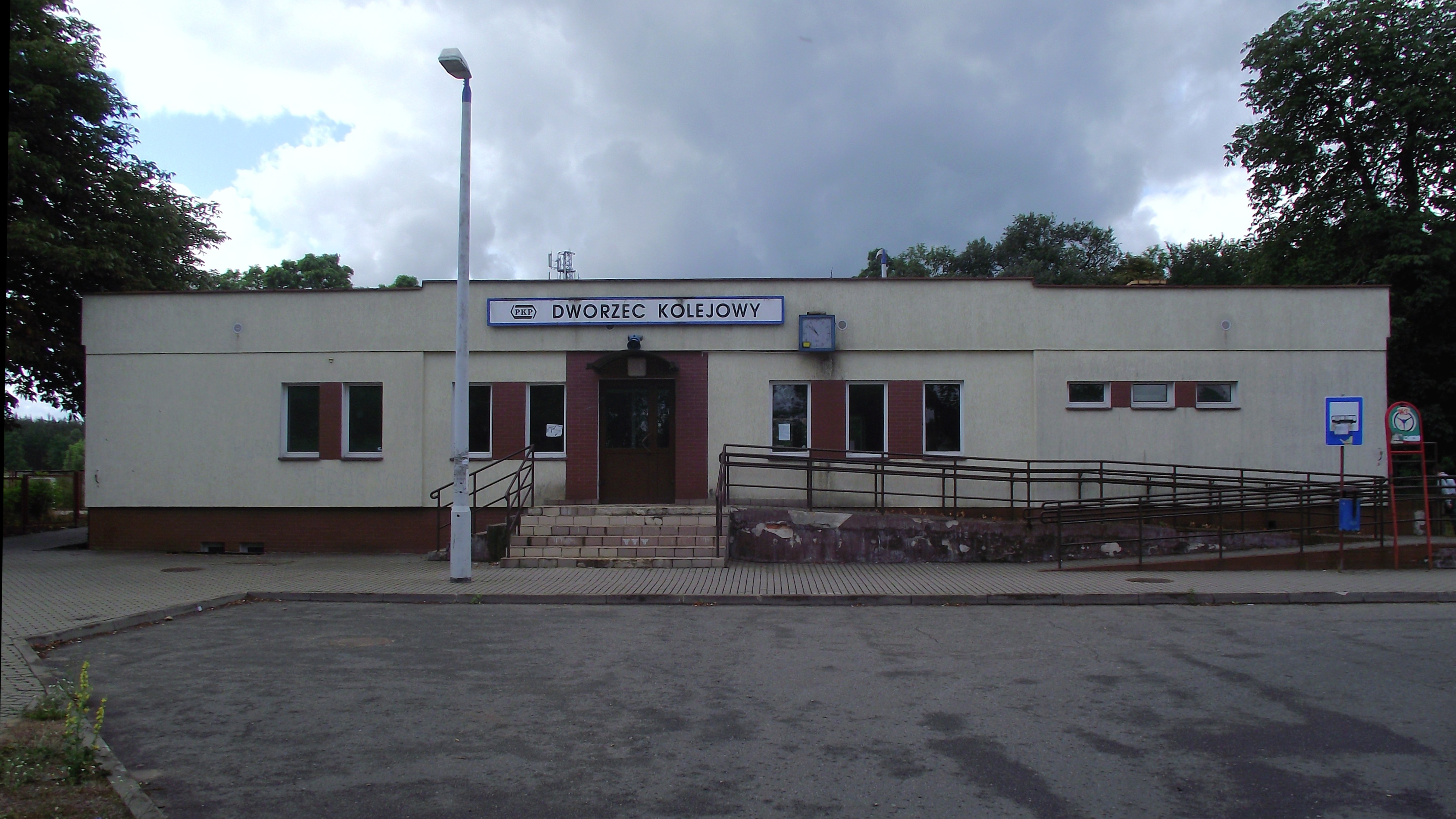
Przystanek kolejowy Torzym

### Transport drogowy
Na północ od miasta zlokalizowany jest węzeł Torzym w ciągu autostrady A2 (E30). Przez miasto przebiega droga krajowa nr 92 oraz droga wojewódzka nr 138 Sulęcin – Torzym – Gubin.

### Transport kolejowy
W Torzymiu znajduje się przystanek kolejowy Torzym (na linii kolejowej nr 3 Warszawa – Frankfurt nad Odrą).